# Archivportal-D
Das Archivportal-D ist ein Online-Informationssystem und bietet einen spartenspezifischen Zugang zu den Daten der Deutschen Digitalen Bibliothek. Das deutsche Archivportal wurde am 24. September 2014 freigeschaltet und ist als zentrales Nachweissystem für die Bestände deutscher Archive konzipiert. Die Realisierung erfolgte im Rahmen mehrerer DFG-Projekte unter Beteiligung des Landesarchivs Baden-Württemberg (Federführung), der Archivschule Marburg, des Landesarchivs Nordrhein-Westfalen, des Sächsischen Staatsarchivs, des FIZ Karlsruhe – Leibniz-Instituts für Informationsinfrastruktur und seit 2015 auch der Deutschen Nationalbibliothek sowie seit 2018 des Bundesarchivs. Eines dieser Projekte machte es 2020 möglich, den Webauftritt vollkommen zu überarbeiten und einen neuen nutzerzentrierten Rechercheansatz in Form von Themenportalen zu integrieren.

## Inhalte des Archivportals-D
Im deutschen Archivportal werden Kontaktinformationen von Archiven, Erschließungsleistungen wie Beständeübersichten und Findbücher sowie digitalisiertes Archivgut im Internet für die Nutzung bereitgestellt und präsentiert. Es ist möglich, übergreifend in allen verfügbaren Findmitteln der teilnehmenden Archive zu recherchieren und sich Suchergebnisse und Digitalisate aus Archiveinrichtungen verschiedener Sparten anzeigen zu lassen. Vergleichende Recherchen in den Beständestrukturen mehrerer Institutionen sollen so erleichtert und beschleunigt werden.

## Fachgerechte Darstellung von archivischen Daten
Für das Archivportal-D wurde eine eigene Benutzeroberfläche entwickelt, die die fachgerechte Darstellung von Tektonik, Klassifikation und digitalisiertem Archivgut ermöglicht. Außer der Anzeige sowie einem navigierenden Zugriff wurde auch die Recherche speziell auf die fachlichen Erfordernisse zugeschnitten. Darüber hinaus gibt es eine Reihe personalisierter Funktionalitäten, wie z. B. die Merklisten- und Downloadfunktion. Durch die Entwicklung von Schnittstellen zu anderen archivischen Portalen wie dem Archivportal Europa wurde das Archivportal-D mit anderen digitalen Angeboten vernetzt.
23 Millionen Datensätze von über 200 Archiven sowie weitergehende Kontaktinformationen zu ca. 2.600 Archiven sind online abrufbar (Stand: März 2021) und decken damit die Bandbreite in der deutschen Archivlandschaft ab. Das inhaltliche Angebot wird sukzessive durch die Beteiligung neuer Archive bzw. die Beisteuerung weiterer Bestände ausgebaut. Über die Anbindung von archivischen Regionalportalen erfolgt eine gebündelte Datenweitergabe aus einzelnen Bundesländern an das deutsche Archivportal, das wiederum als Aggregator für das Archivportal Europa fungiert.
Das Online-Angebot soll auch zukünftig mit neuen Funktionalitäten ausgestattet und für die Anforderungen wissenschaftlicher Nutzer und Nutzerinnen ausgebaut werden.

## EAD(DDB) als Lieferformat
Als Standardformat für Datenlieferungen an das Archivportal-D bzw. die Deutsche Digitale Bibliothek dient EAD (DDB), ein Profil des internationalen Standards für den Austausch archivischer Daten – EAD (Encoded Archival Description). Dieses Profil wurde 2010–12 durch eine Arbeitsgruppe unter Federführung des Landesarchivs Baden-Württemberg entwickelt und seitdem kontinuierlich weiterentwickelt.

## Sachthematische Zugänge im Archivportal-D
Das Themenportal zur Weimarer Republik bietet einen neuen Zugang zu Archivgut zur gleichnamigen historischen Epoche. Nutzer und Nutzerinnen können hier Archivgut anhand von Kategorien und Schlagwörtern sowie deutschlandweit nach ihrem Interessen- und Forschungsgebiet filtern. In 17 Oberkategorien wie "Innenpolitische Kontroversen" oder "Wissenschaft und Forschung" finden sich Unterkategorien und ca. 900 Schlagwörter, die eine Suche strukturieren. Letztere können auch mittels einer historischen Karte zu den Ländern der Weimarer Republik und weiteren geografischen Ansätzen entdeckt werden.
Die Systematik steht über das Vokabular-Management-Tool xTree public zur Verfügung und bietet hier unter anderem Links zur Gemeinsamen Normdatei (GND) sowie weitere Erklärungen zu den Schlagwörtern. Momentan finden sich im Themenportal mehr als 44.000 relevante Datensätze mit Digitalisat aus dem Landesarchiv Baden-Württemberg und dem Bundesarchiv sowie Erschließungsinformationen vieler weiterer Archive (Stand: März 2022).
Ein vom Bundesministerium der Finanzen initiiertes Themenportal „Wiedergutmachung nationalsozialistischen Unrechts“ ist im Sommer 2022 online gegangen. In einer ersten Stufe bietet das Themenportal eine systematische Übersicht zu den wichtigsten staatlichen Beständen und historische Hintergrundinformationen. Sehr viel weitere Datensätze und digitalisiertes Archivgut, ein sachthematischer und personenbezogener Zugang zu einzelnen Unterlagenarten und Angebote zur historischen Bildung werden folgen.